# Orchid (album)
Orchid è l'album di debutto del gruppo musicale svedese Opeth, pubblicato in Europa dalla Candlelight Records nel 1995, pubblicato negli Stati Uniti dalla Century Media Records nel 1997 e ristampato nel 2000 dalla Candlelight Records.

## Descrizione
Pur essendo il primo lavoro degli Opeth, Orchid esibisce già quello che verrà definito "Opeth sound" che potrà essere trovato nelle seguenti pubblicazioni: la combinazione di elementi tipici del death metal, così come elementi più progressivi come chitarre acustiche e voce pulita.
Tutte le canzoni di questo album (che sono state scritte tra il 1990 e il 1994) sono di circa 10 minuti o più, con l'eccezione di Requiem, una traccia acustica strumentale, e Silhouette, un interludio di pianoforte suonato da Anders Nordin. A causa di un errore durante la principale fase di missaggio, la parte finale di Requiem venne piazzata all'inizio di The Apostle in Triumph. La band ha espresso rammarico per questo, e ha detto che non c'erano stati errori da parte loro.
Nel 2000 la Displeased Records ha pubblicato un'edizione limitata in mille copie in formato doppio LP dell'album, contenente Into the Frost of Winter, registrata durante una sessione di prova del 1992. Parti di Into the Frost of Winter si evolveranno più tardi in Advent, traccia di apertura di Morningrise.
Prima di pubblicare Orchid, gli Opeth produssero autonomamente due demo a fini pubblicitari presso le case discografiche da cui cercavano di avere un contratto:
- la prima, col titolo Demo '91 fu registrata dagli Opeth nel 1991. È una demo autoprodotta nella quale erano state messe le uniche tre tracce fino ad allora composte dalla band (Moonlight Silver Tears & Poise Into Celeano, Requiem Of Lost Souls, Into The Frost Of Winter) più una cover dei Possessed (Death Metal). Into The Frost Of Winter sarà poi inserita nella ristampa di Orchid del 2000. La formazione era composta da David Isberg alla voce, Mikael Åkerfeldt e Andreas Dimeo alle chitarre, Nick Döring al basso e Anders Nordin alla batteria;
- la seconda demo col titolo Apostle in Triumph fu registrata dagli Opeth nel 1994. È un promo (disco promozionale) autoprodotto che fu distribuito ad alcune etichette per procurare un contratto discografico. Tra queste, la Candlelight Records apprezzò il lavoro e propose alla band un contratto per tre album. Gli Opeth accettarono e l'anno dopo pubblicarono Orchid. Le due tracce incluse in questo promo (Forest of October 01:41, In the Mist She was Standing 02:00) sono due versioni molto abbreviate delle omonime canzoni pubblicate in Orchid. La formazione era già quella che suonerà in Orchid.

## Tracce
1. In Mist She Was Standing (Åkerfeldt, Lindgren) - 14:09
2. Under the Weeping Moon (Åkerfeldt) - 9:52
3. Silhouette (Nordin) - 3:07
4. Forest of October (Åkerfeldt, Lindgren) - 13:04
5. The Twilight Is My Robe (Åkerfeldt, Lindgren) - 11:03
6. Requiem (Åkerfeldt, Nordin) - 1:11
7. The Apostle in Triumph (Åkerfeldt, Lindgren) - 13:01

Traccia bonus della ristampa del 2000
1. Into the Frost of Winter - 6:20

## Formazione
Gruppo
- Mikael Åkerfeldt - chitarra, voce
- Peter Lindgren - chitarra
- Johan DeFarfalla - basso
- Anders Nordin - batteria; pianoforte in Silhouette

Produzione
- Opeth - produzione
- Dan Swanö - ingegneria del suono